# Abacetus ifani
Abacetus ifani es una especie de escarabajo terrestre de la subfamilia Pterostichinae.  Fue descrito por  Straneo en 1971. 